# Автошлях США 10
Автошлях США 10 (U.S. Route 10, US 10) — швидкісна автомагістраль, що проходить по північній частині США. Розташована в регіонах Середнього Заходу та Великих озер США, протяжністю 909,2 кілометри. Пролягає по території штатів Північна Дакота, Міннесота, Вісконсин та Мічиган. 
На відміну від більшості автострад США з «0» як остання цифра номера маршруту, US 10 не є трасою для пересіченої місцевості. US 10 була однією з перших довгомагістральних магістралей, що проходила від Детройта, до Сіетла, але потім втратила значну частину своєї довжини, коли на її смузі були побудовані нові міжштатні магістралі.
US 10 раніше було розбито на два сегменти озером Мічіган. У 2015 році пором SS Badger між Лудінгтоном, і Манітовок, був офіційно визначений як частина шосе. Пором працює лише з травня по жовтень.
Східна кінцева станція US 10 знаходиться в Бей-Сіті, на її розв'язці з міжштатною автомагістраллю 75 (I-75) (біля стовпа US 10 139 і стовпа 162 I-75). Західний кінець US 10 знаходиться в місті Вест-Фарго, на розв'язці з I-94.